# 亚洲公路75号线
亚洲公路75号线（英語：Asian Highway 75），编号為，是亞洲公路網系統中一条全长1871公里的公路，从土库曼斯坦的捷詹，至伊朗的恰赫巴哈尔。

## 土库曼斯坦
- 捷詹 - Serakhs（英语：Serakhs）

## 伊朗
- 22號公路: 萨拉赫斯 - 马什哈德
- 马什哈德北绕城高速公路（英语：Mashhad Northern Bypass Freeway）
- 2号高速公路（英语：Freeway 2 (Iran)）: 马什哈德 - Baghcheh（英语：Baghcheh, Mashhad）
- 95號公路: Baghcheh（英语：Baghcheh, Mashhad） - 比尔詹德 - 内赫班丹 - 达什塔克 - 扎黑丹 - 恰赫巴哈尔